# Jeannine Pflugradt

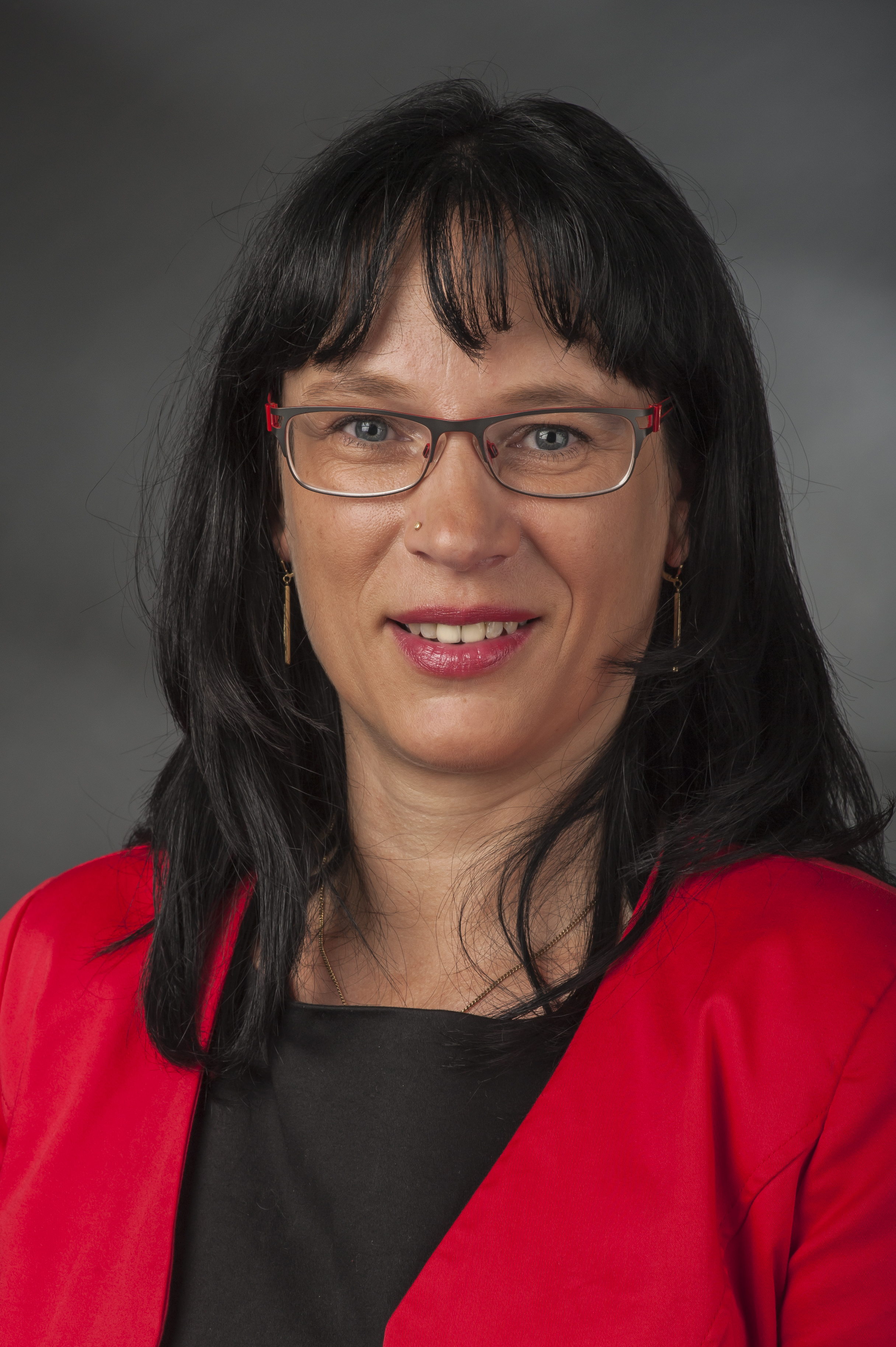
Jeannine Pflugradt (2014)

Jeannine Pflugradt (* 16. Juli 1973 in Neustrelitz) ist eine deutsche Industriekauffrau und Politikerin (SPD). Sie gehörte von 2013 bis 2017 dem Deutschen Bundestag an.

## Leben
Jeannine Pflugradt wuchs in ihrer Geburtsstadt auf und absolvierte nach dem Schulbesuch eine Ausbildung zur Industriekauffrau. Anschließend war sie in ihrem Beruf tätig, zuletzt als Assistentin der Geschäftsführung.
Pflugradt gehört seit 2002 der SPD an und hat seit 2003 einen Sitz in der Stadtvertretung von Neustrelitz inne. Hier war sie unter anderem Ausschussvorsitzende im Ausschuss für Kultur und Bildung. In der Zeit von 2009 bis 2019 war sie Fraktionsvorsitzende.
Sie engagiert sich ehrenamtlich als stellvertretende Vorstandsvorsitzende im Landeszentrum für erneuerbare Energien – Leea e.V. und ist Vorstandsmitglied im Förderverein Familienzentrum Neustrelitz e.V.

## Abgeordnete
Bei der Bundestagswahl 2013 erhielt sie ein Mandat über die Landesliste der SPD. Pflugradt war Ordentliches Mitglied im Ausschuss für Ernährung und Landwirtschaft sowie im Sportausschuss, im Parlamentarischen Beirat für nachhaltige Entwicklung und im Kuratorium für Sport und Natur.
Bei der namentlichen Abstimmung über das sogenannte dritte Hilfspaket für Griechenland am 17. Juli 2015 im Rahmen der griechischen Staatsschuldenkrise stimmte Pflugradt als eine von fünf SPD-Abgeordneten (von 179 anwesenden) dagegen.